# 100 футів
«100 футів» (англ. 100 Feet) — американський фільм жахів.

## Сюжет
Марні Вотсон звільняють з в'язниці, де вона відбувала покарання за вбивство свого жорстокого чоловіка. Тепер головна героїня сидить під домашнім арештом з електронним пристроєм на нозі, який не дозволяє їй покинути територію у радіусі 100 футів. Тим часом в будинку з'являється примара вбитого чоловіка, що бажає помсти.

## У ролях
- Фамке Янссен — Марні Вотсон
- Боббі Каннавале — Шанкс
- Ед Вествік — Джо
- Майкл Паре — Майк Вотсон / Привид
- Патріція Шарбонно — Франсес
- Джон Феллон — Джиммі
- Кевін Гір — отець Прітчет
- Тібор Палффі — безпритульний
- Кембе Сорел — патрульний
- Евелін Кандеч — жінка-поліцейський
- Кен Келш — сміттяр
- Джонатан Сенгер — людина в автобусі з газетою (в титрах не вказаний)